# Marchigiana
La marchigiana est une race bovine italienne.

## Origine
Elle provient de croisements anciens effectués lors de l'arrivée du rameau gris des steppes aux Ve et VIe siècles. La race marchigiana de type ancien a été croisée à partir de la seconde moitié du XIXe siècle avec la chianina pour augmenter la stature et la musculature, gages d'une bonne traction animale. Leur métisse a ensuite été utilisée avec des taureaux romagnola pour diminuer la taille tout en gardant la masse musculaire. À partir de 1932, la sélection a homogénéisé la population qui a donné la marchigiana moderne. Le livre généalogique date de 1969. 
Elle est originaire de la région des Marches, elle est aussi élevée en Campanie, Abruzzes et Molise, en faisant la troisième race bouchère italienne. (derrière la chianina et la piemontese) En 2002, elle était en perte de vitesse avec 19 350 vaches et 320 taureaux (dont 31 disponibles en insémination artificielle) contre 260 000 vaches en 1983. 
Dans les années 1970, elle a été exportée en Royaume-Uni et aux Pays-Bas, mais aussi aux États-Unis, Argentine, Canada, Brésil, Australie...

## Morphologie
Elle porte une robe grise très pâle, presque blanche. Chez le mâle, le garrot est gris plus sombre. Les veaux naissent avec une robe froment qu'ils perdent entre 4 et 6 mois. Les muqueuses sont sombres. 
C'est une race de grande taille et lourde: la vache mesure 140 cm pour 700 kg et le taureau 150 cm pour 1 300 kg. 

## Aptitudes
C'est une race bouchère. D'un animal de travail sous le joug, les croisements améliorateurs en ont fait une race à viande de grande qualité: rosée et tendre, elle est très savoureuse grâce à un grain fin et un gras délicatement marbré. De plus, la carcasse propose un fort pourcentage de morceaux nobles (à griller et rôtir) grâce à l'exceptionnelle musculature de l'arrière train. 
C'est aussi une race d'une grande rusticité :
- Elle vit en plein air intégral toute l'année.
- Elle résiste bien aux maladies et aux ectoparasites.
- Onglons durs hérités du passé d'animal de travail, ils permettent de pâturer en sol dur en pentu.